# Мария Захариева (общественичка)
Вижте пояснителната страница за други личности с името Мария Захариева.
Мария Стефанова Захариева е българска общественичка.

## Биография
Родена е през 1860 г. Пазарджик. Дъщеря е на изтъкнатия възрожденски деец Стефан Захариев. Неин брат е просветният деец Христо Захариев. Завършва начално образование в родния си град. През 1875 – 1877 г., със съдействието на Петър Мусевич е изпратена от Българското читалище в Цариград да учи в пансион за момичета в Одеса. Завръща се в Пазарджик в началото на 1878 г. През 1879 г. в читалище „Виделина" е изнесена пиесата „Иванко“ в която за първи път женските роли са играни от жени. В ролята на Тодорка е Мария Захариева. Омъжва се за Никола Стоименов.
Умира през 1939 г.